# はさみ (動物)

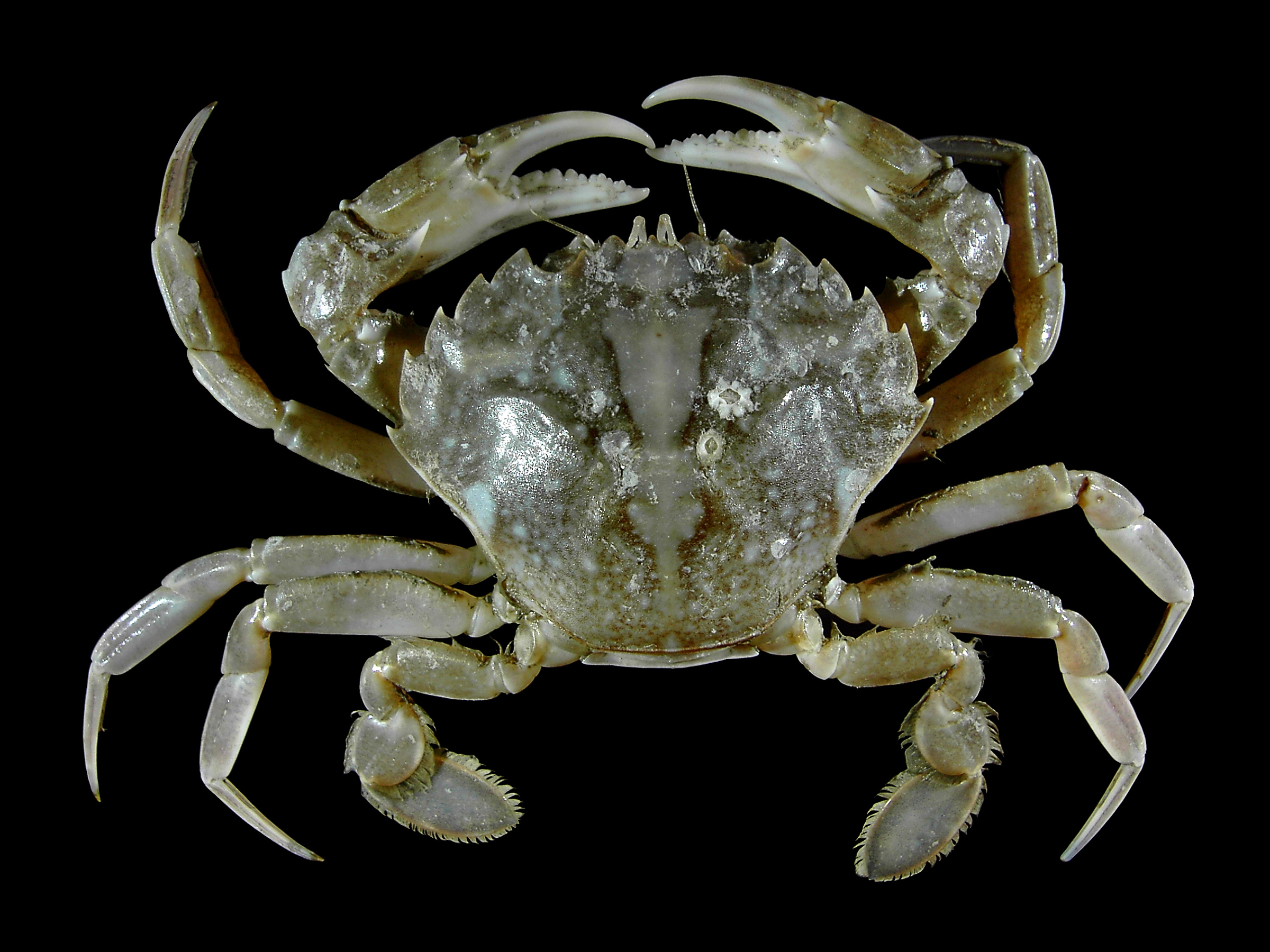
カニの1種。写真上部の第1胸脚に1対の鋏をもつ。

節足動物の鋏（ハサミ、鉗、螯、英語: chela、複数形: chelae）とは、はさみやペンチと似た付属肢（関節肢）の構造である。カニ・ロブスター・サソリ・カブトガニなどに見られ、主に物を掴むのに用いられる。

## 概要

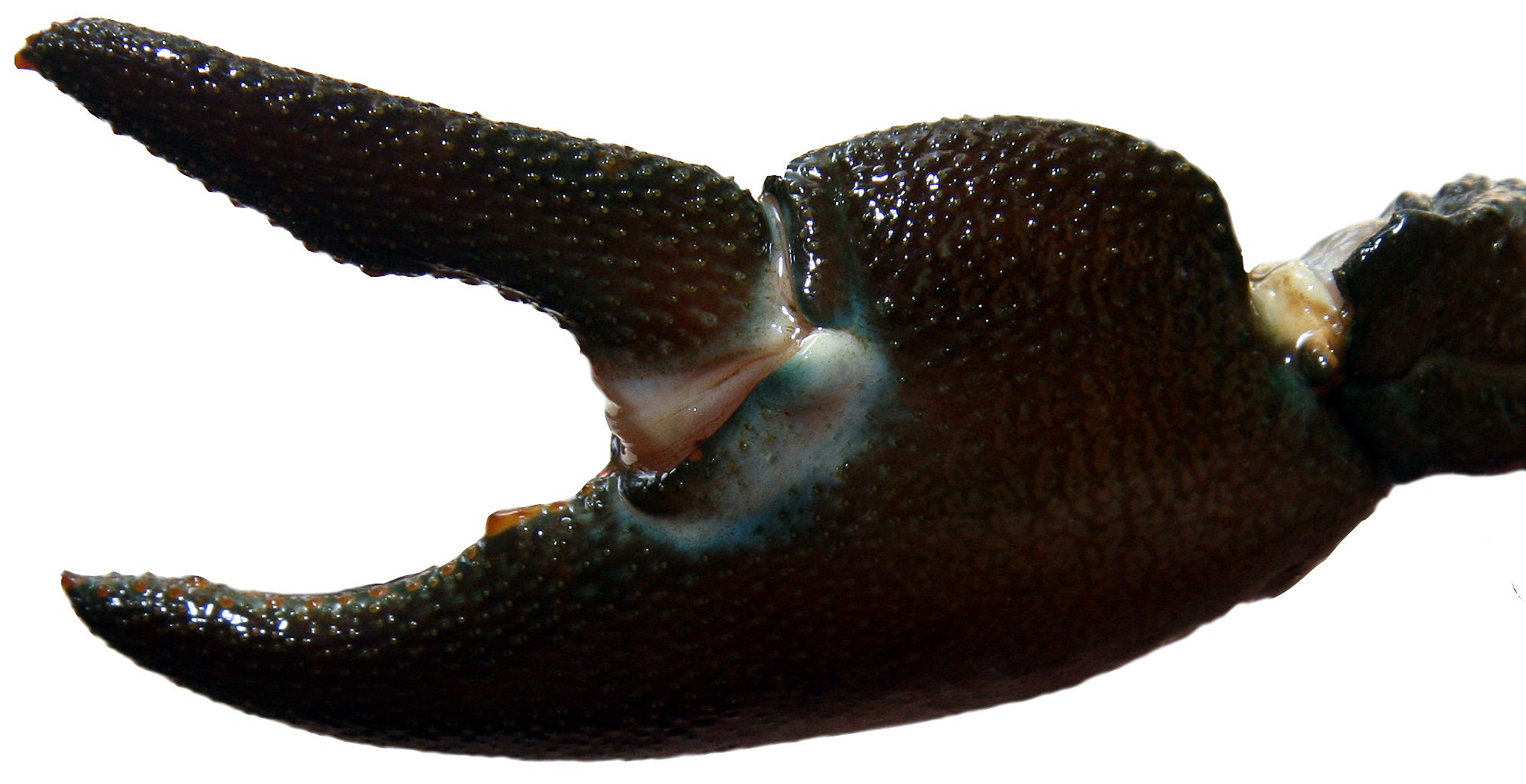
ザリガニの第1胸脚の鋏
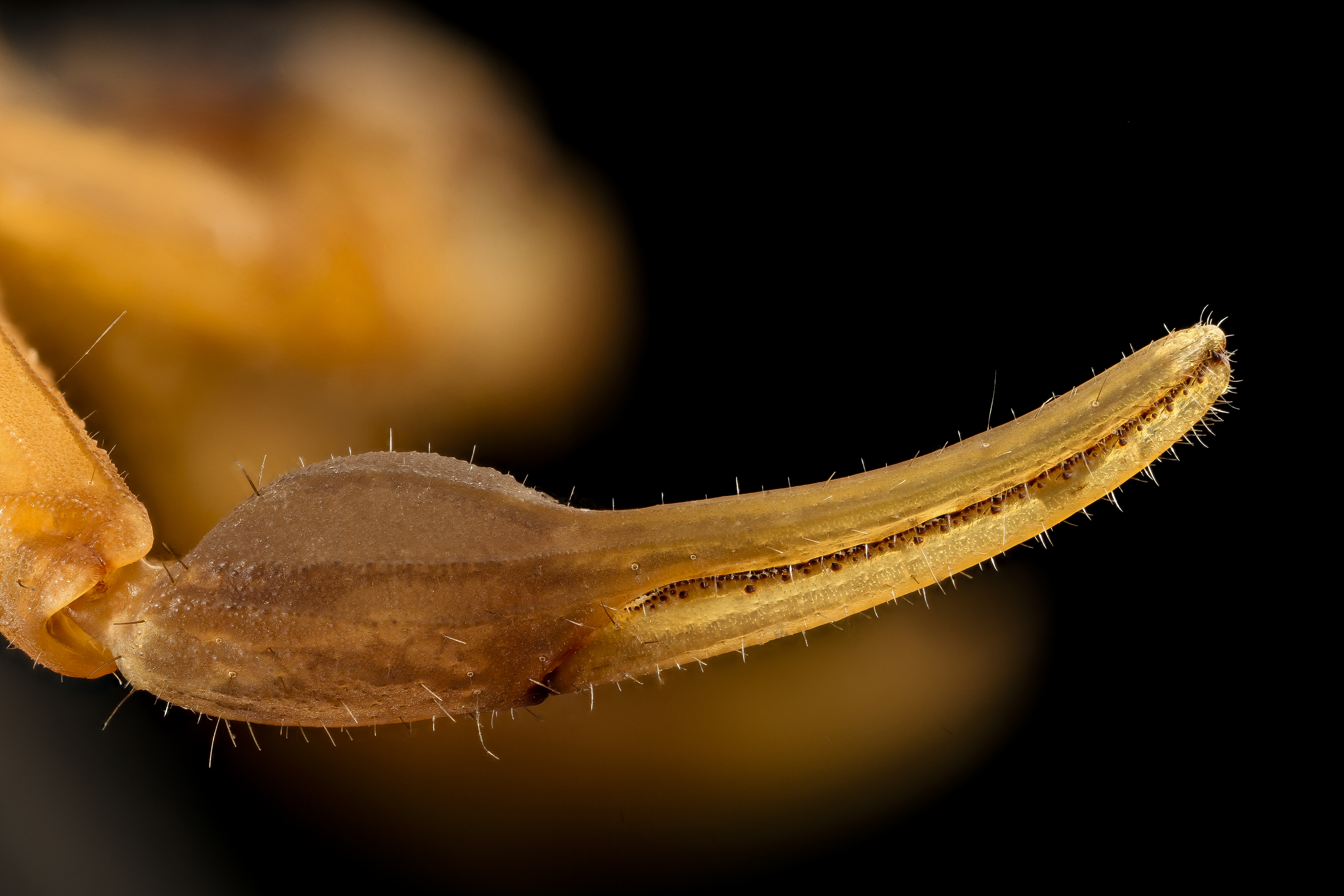
サソリの触肢の鋏

節足動物の鋏の機構

節足動物の付属肢（関節肢）は、機能に応じて様々な形態に多様化しており、鋏（chela）がその一つである。先端が2つに割れ、動かせるようになっており、その形ははさみに似ている。これは、先端の肢節とその一個前の肢節から伸びる突起で形成されるもので、両者の間で挟むように動かせる。この様な付属肢の状態は鋏状（ハサミ状、chelate, cheliform）と呼ばれる。なお、節足動物の鋏は一般に物を掴むのに用いられるため、物を切断するはさみというよりは、ペンチやピンセットのような働きが主体である。
多くの場合、先端の肢節は爪状になっており、その基部に繋いだ一個前の肢節は大きく膨らんで、多量の筋肉を収める。一個前の肢節は、先端の肢節の動作方向に向かった端から突起が出て、先端の肢節と向かい合うようになっている。この突起と先端の肢節は指（finger, ramus, 複数形: rami）と言い、鋏の「刃」に当たる。先端の肢節の1対の腱（内骨格）が一個前の肢節に入り込み、ここに外骨格の内壁に張り付いた筋肉が付着し、これを引っ張ることで鋏の開閉が行われる。そのため、鋏は原則として先端の肢節のみ動き、一個前の肢節の突起は動かない。そこで、先端の肢節を可動指（movable finger, free ramus）、一個前の肢節の突起を不動指（fixed finger, fixed ramus, immovable finger）と呼ばれる。また、不動指をもつ1個前の肢節全体を手（manus）、筋肉を収めたその中央部を掌部（hand）と呼ばれることもある。

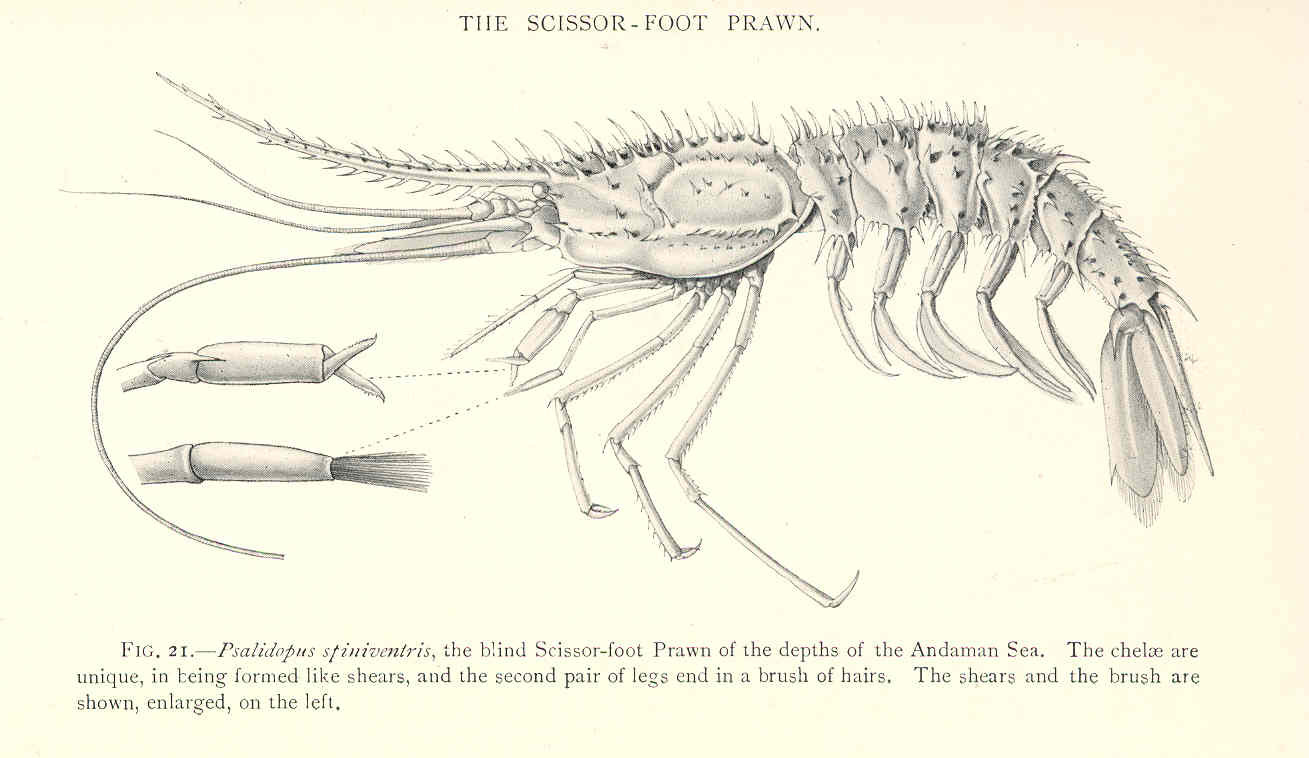
第2胸脚の鋏が両指とも可動な

上述の体制から逸して、一個前の肢節由来の突起が例外的に分節し、すなわち両指とも可動な鋏は、知られる中でイガグリエビ属（Psalidopus）のエビ類のみがもつ。

## さまざまな鋏

### 甲殻類

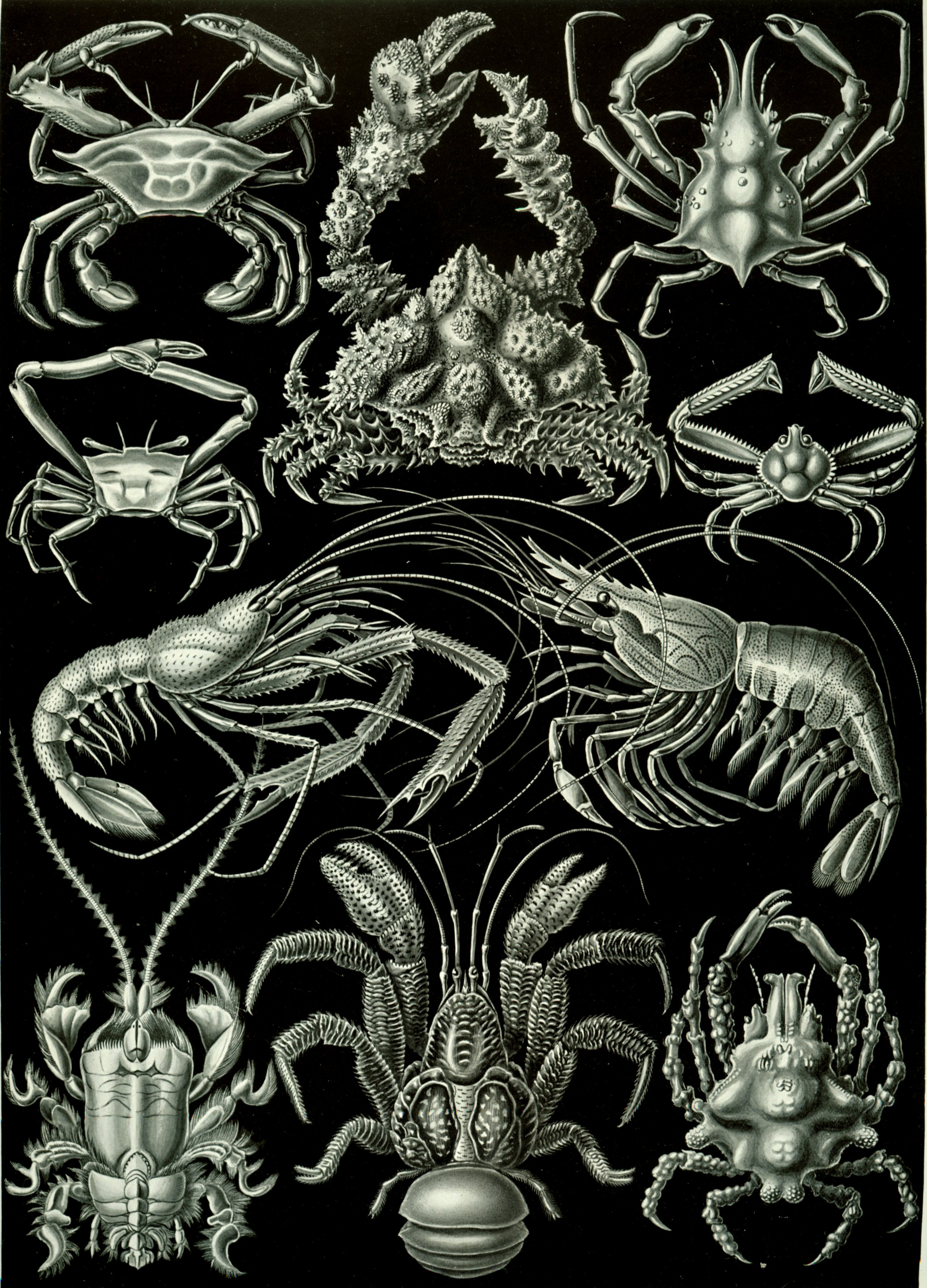
多くの十脚類は鉗脚をもつ

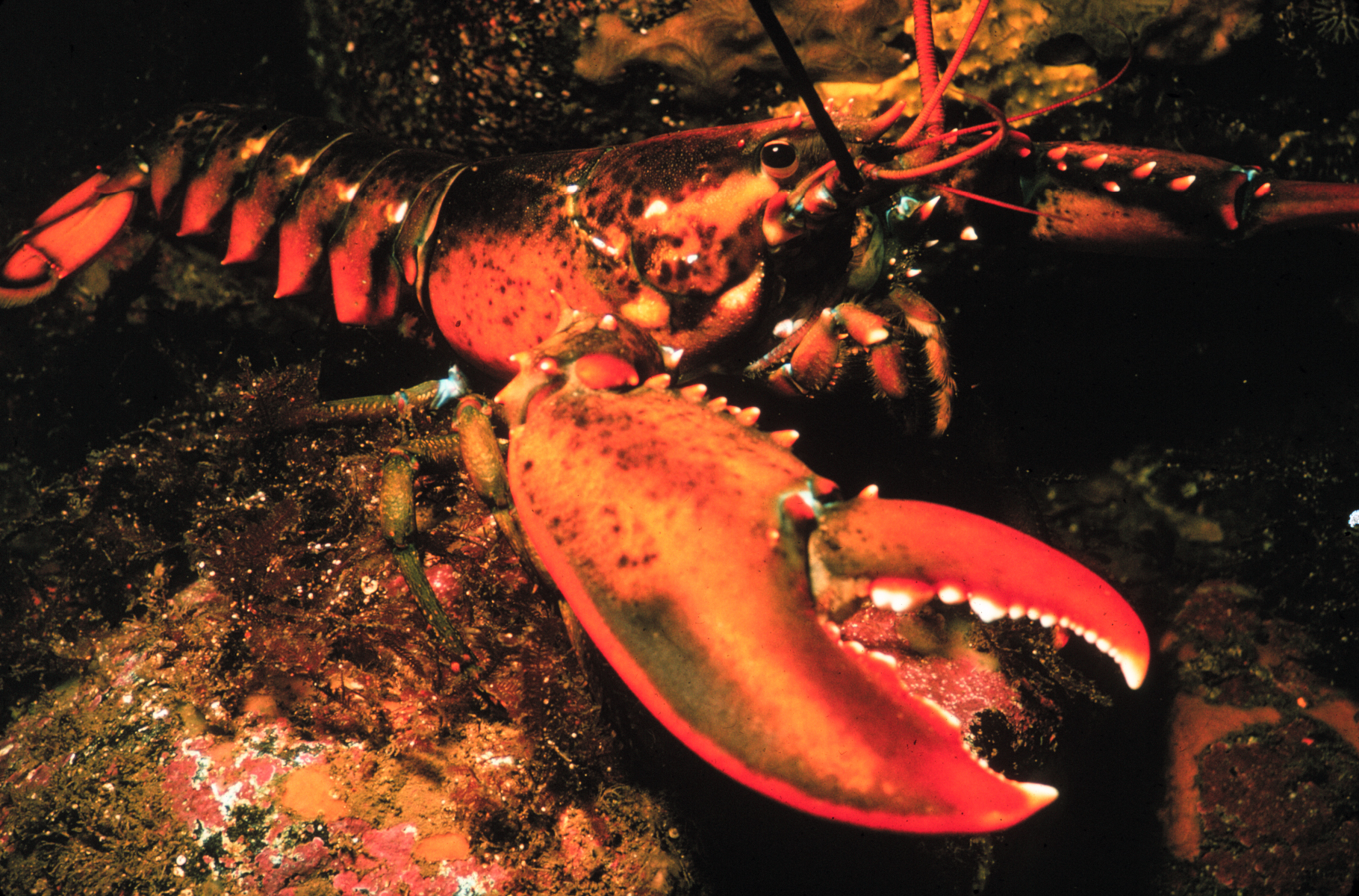
ロブスター
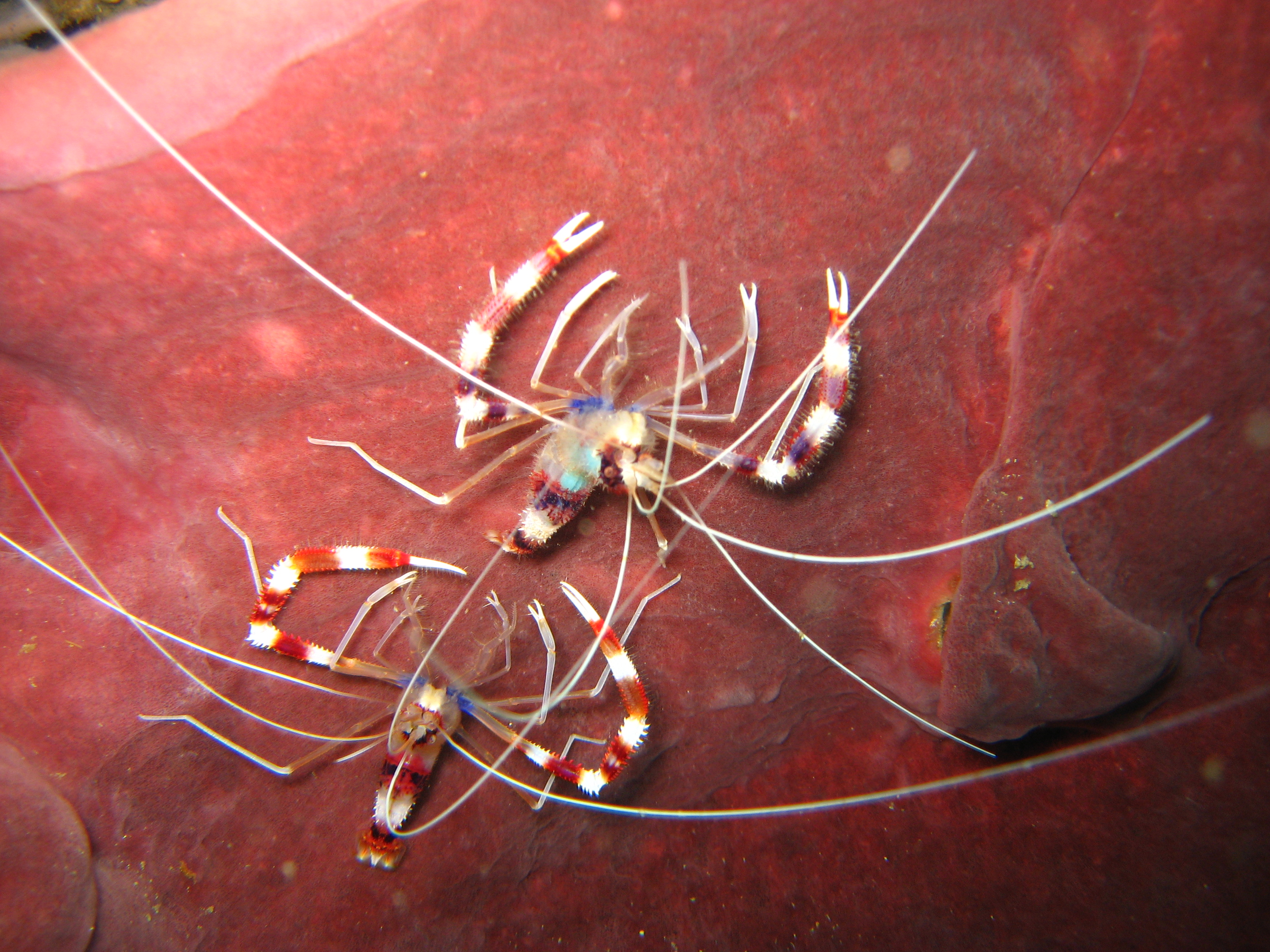
オトヒメエビ
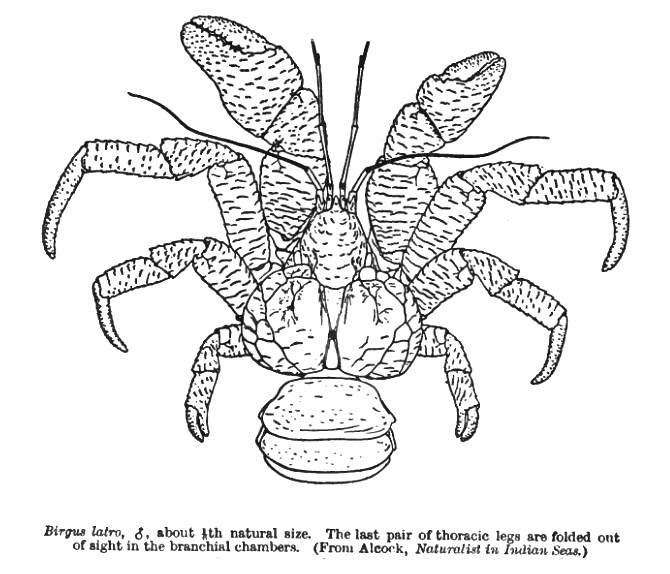
ヤシガニ
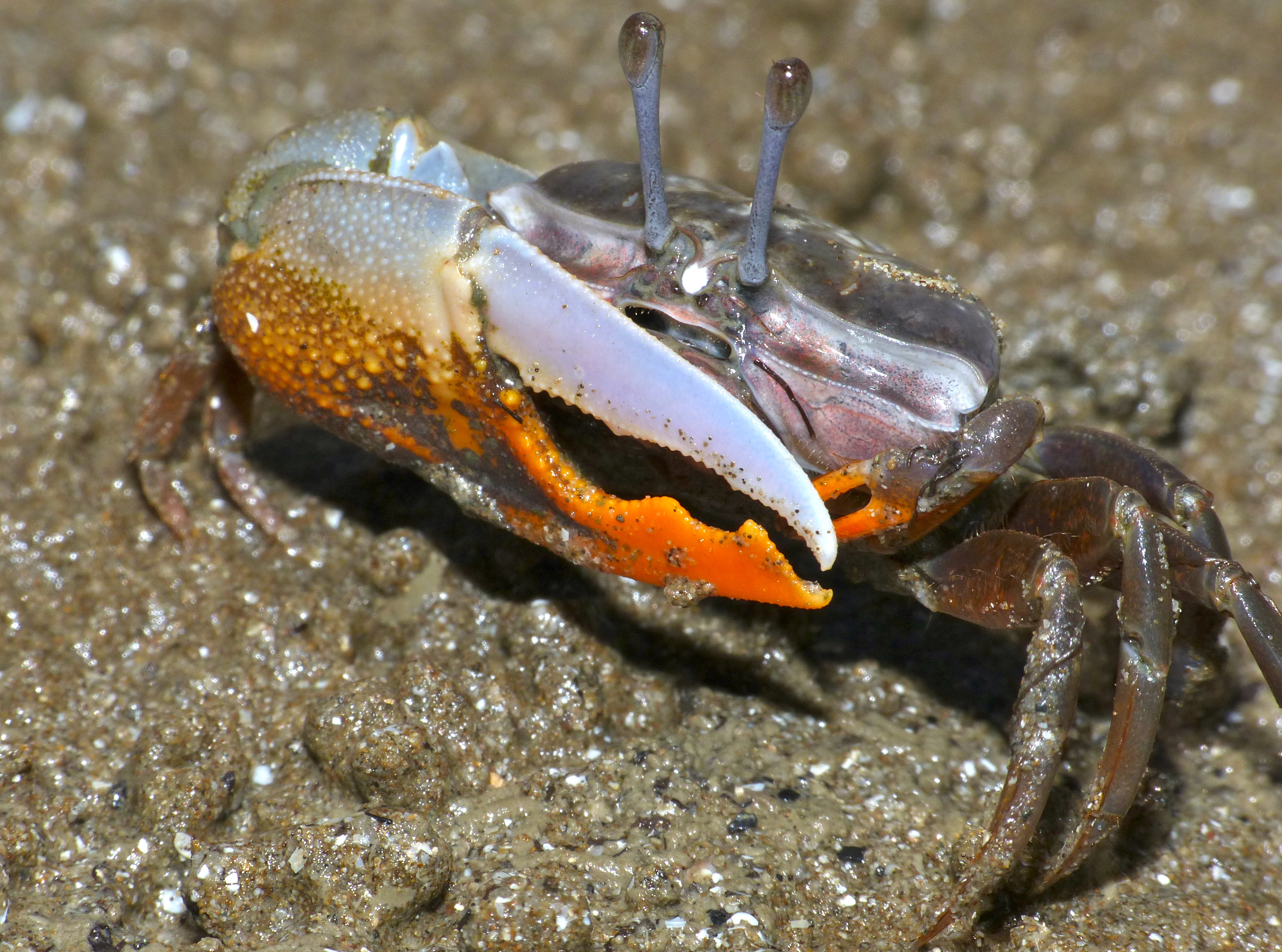
シオマネキ

鋏は多くの節足動物の付属肢に見られ、中でも十脚類（エビ・カニ・ヤドカリなど）の甲殻類によるものか最も一般的に知られている。多く十脚類は少なくとも鋏を第1胸脚（第4胸肢）に有し、他の胸脚（第5-8胸肢）にも鋏をもつ場合もある。十脚類のこの様な胸脚は、鉗脚（かんきゃく）もしくは鋏脚（きょうきゃく）（cheliped）と呼ばれる。
エビ類では複数対の鉗脚をもつものは多い。根鰓亜目と多くのザリガニ下目（ザリガニ・ロブスターなど）は前の3対、コエビ下目（ヌマエビ・テナガエビなど）は前の2対、ザリガニ下目の中でセンジュエビ科は前の4対もしくは5対で全ての脚が鋏をもつ。そのうち1対が強大に特化したものもあり、ザリガニ下目などの第1胸脚、テナガエビなどの第2胸脚、オトヒメエビなどの第3胸脚が挙げられる。エビ類のほか、カニ類のハサミアシホモラとヤドカリ類のヤシガニは、それぞれの第5胸脚と第4胸脚にも鋏をもつ。イセエビ下目（イセエビ・セミエビなど）はほぼ鋏をもたないが、雌の第5脚に小さな鋏をもつ場合がある。

#### 機能
十脚類の鉗脚は餌となる生物をつまみあげ、捕捉し、あるいは殻を粉砕したうえで、食べられる部分を裁断、引きちぎるのに用いられる。また、敵を攻撃する際や、防御のため、さらにはシオマネキ類やチゴガニ類のようなスナガニ科でよく見られるように、異性をめぐる闘争やそれに関係したダンスなどのデモンストレーションにも用いられることがある。
十脚類の鉗脚は時として左右が不対称になり、極端な例はシオマネキである。この類のカニは性的二形で、雄の片側の鉗脚が極端に強大化して雌を巡る争いやデモンストレーションに用い、餌を採る際には反対側の小さな鉗脚だけを使う。ヤドカリの大きい方の鉗脚は雄同士の闘争のほか、貝殻に潜む際にを入り口の蓋として用られる。テッポウエビ類の発達した鉗脚は捕食や闘争などに用いられ、特殊な構造により爆裂音と高温なキャビテーションの泡を発することができる。

#### 十脚類以外の甲殻類
十脚類以外の甲殻類では鋏をもつ例が少ない。タナイスの第1胸脚（第2胸肢）は強大な鋏状で、端脚類の中では1対以上の胸脚が鋏状に特化した一部のヨコエビとタルマワシがある。カイアシ類の中ではヒジキムシのように第2触角が目立たない鋏状に特化した例がある。ムカデエビ類の中ではオヨギモスラ科の種類が鋏状の第1小顎をもつ。

### 鋏角類

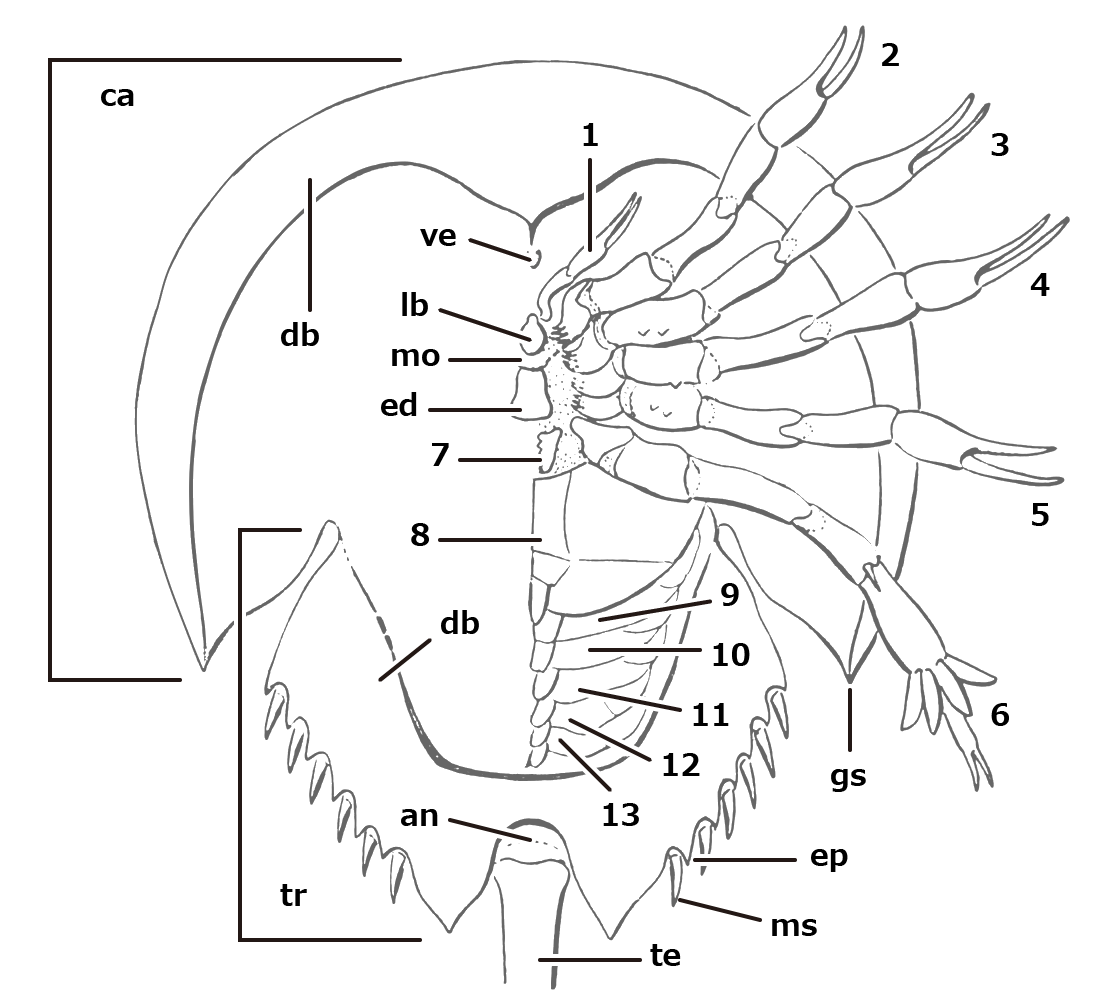
カブトガニの鋏角（1）と脚（2-6）
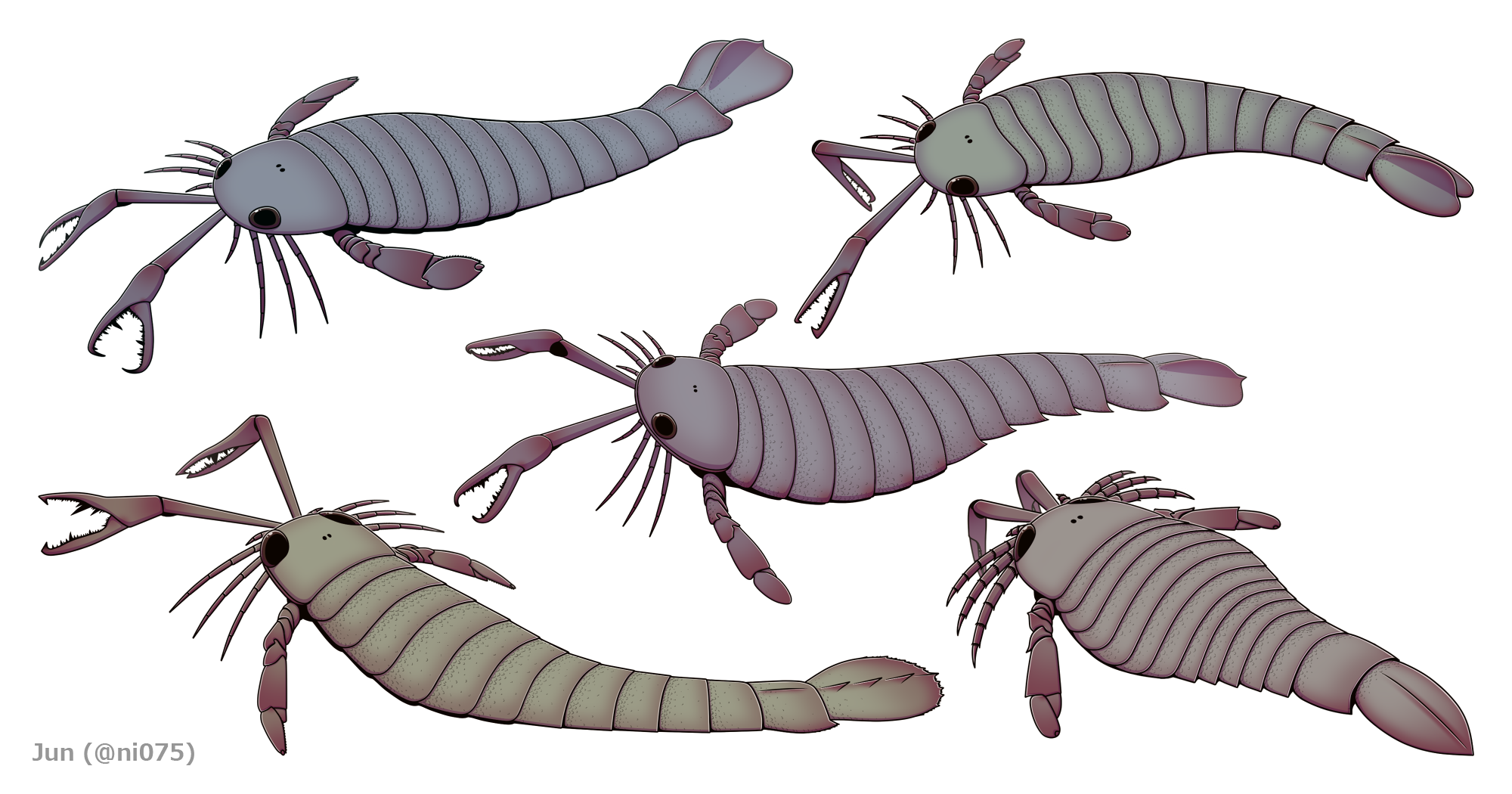
ダイオウウミサソリ科のウミサソリ
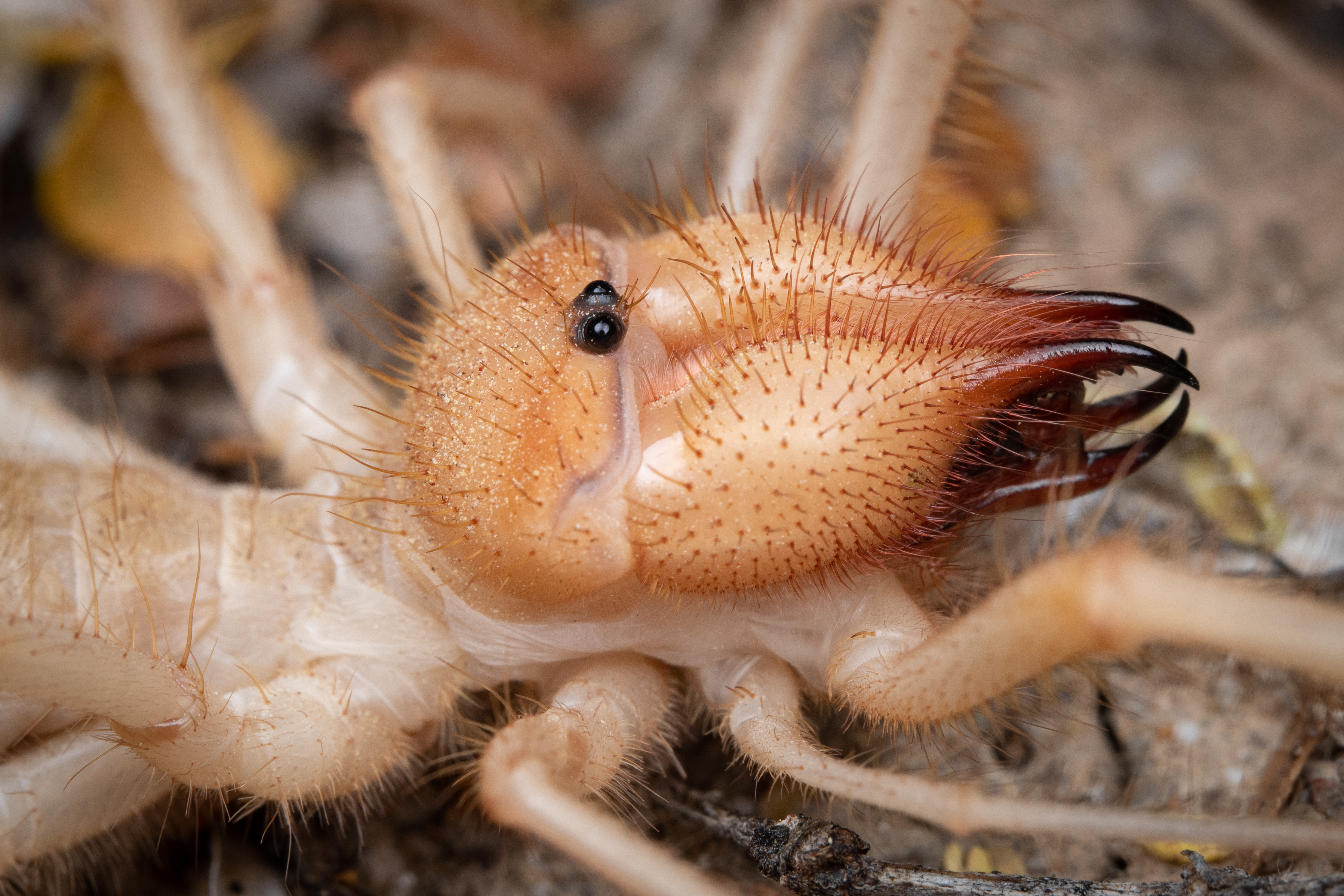
ヒヨケムシ

鋏角類に鋏をもつ例が多い。鋏角（きょうかく、chelicera, 複数形: chelicerae）は鋏角類に特有の付属肢で、名に現れるように多くの場合は鋏状である。そのほとんどが小さく目立たないが、ヒヨケムシと一部のウミサソリのように、鋏角が強大化して目立つなものもある。ウミグモの場合、鋏角に当たる付属肢は鋏肢（chelifore）と呼ばれる。
鋏角以外の付属肢が鋏をもつ鋏角類もある。例えばカブトガニでは、ほぼ全ての脚の先端が鋏となっている。サソリとカニムシでは、触肢が強大な鋏に発達している。
鋏角は鋏角類の口器であり、多くの場合は餌を掴んで分解し、それを直後の口へ運ぶ機能を担う。ヒヨケムシやダイオウウミサソリ類のような強大な鋏角は、獲物を捕獲するのに役立つ。サソリとカニムシは触肢の鋏で獲物を捕獲し、それを口元の鋏角に運んで捕食を行う。特にカニムシの触肢の鋏は毒腺を有し、確保した獲物に毒を注入することもできる。カブトガニの鋏をもつ脚は歩行と餌を掴む機能を兼ね備え、鋏角で餌を口へ運ぶ。

### 他の節足動物
甲殻類と鋏角類以外の節足動物の場合、付属肢そのものが鋏になる例が非常に少ない。多足類（ムカデ、ヤスデなど）の中では、ネッタイタマヤスデ目の雄の最終の脚が頑丈な鋏に特化している。これは後端生殖肢（posterior telopod）と言い、繁殖行動で雌を掴むのに用いられている。鋏状の付属肢をもつ六脚類（昆虫など）は、カマバチと Carcinocorini 族のヒゲブトサシガメのみによって知られている。いずれも前脚由来で、カマバチは先端片側の爪と第5跗小節の突起、Carcinocorini 族は脛節と腿節の突起でそれぞれ鋏の可動指と不動指になる。どの現生亜門（鋏角類・多足類・甲殻類・六脚類）にも当てはまらない絶滅群では、れっきとした鋏をもつ例が更に少なく、Hymenocarina 類のトクンミアのみ知られる程度である。

## 鋏に似た構造
前述の特徴に当たらないものの、鋏に似た構造をもつ節足動物もあり、次に列挙される。

### 亜鋏状の構造

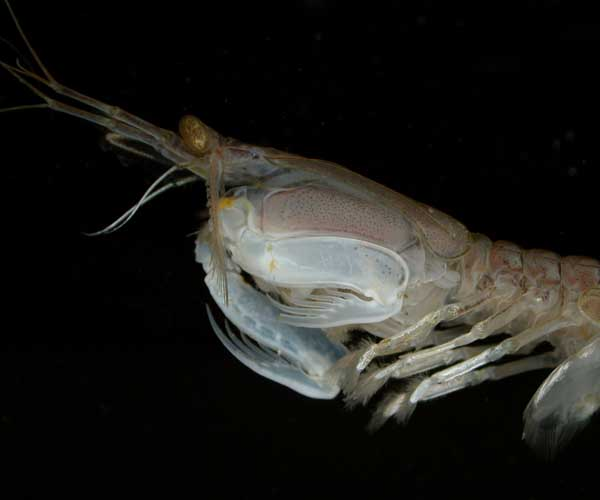
シャコ
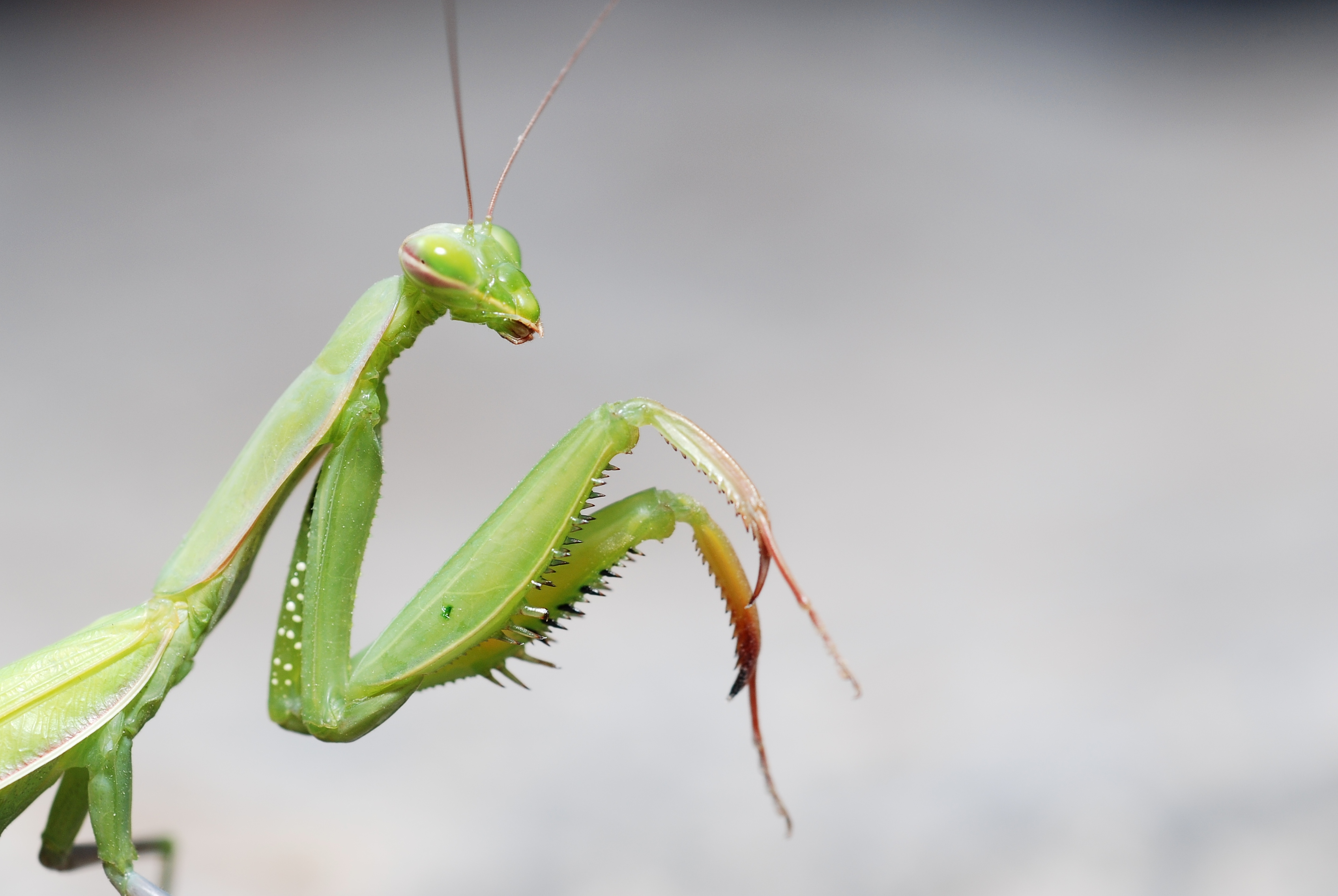
カマキリ
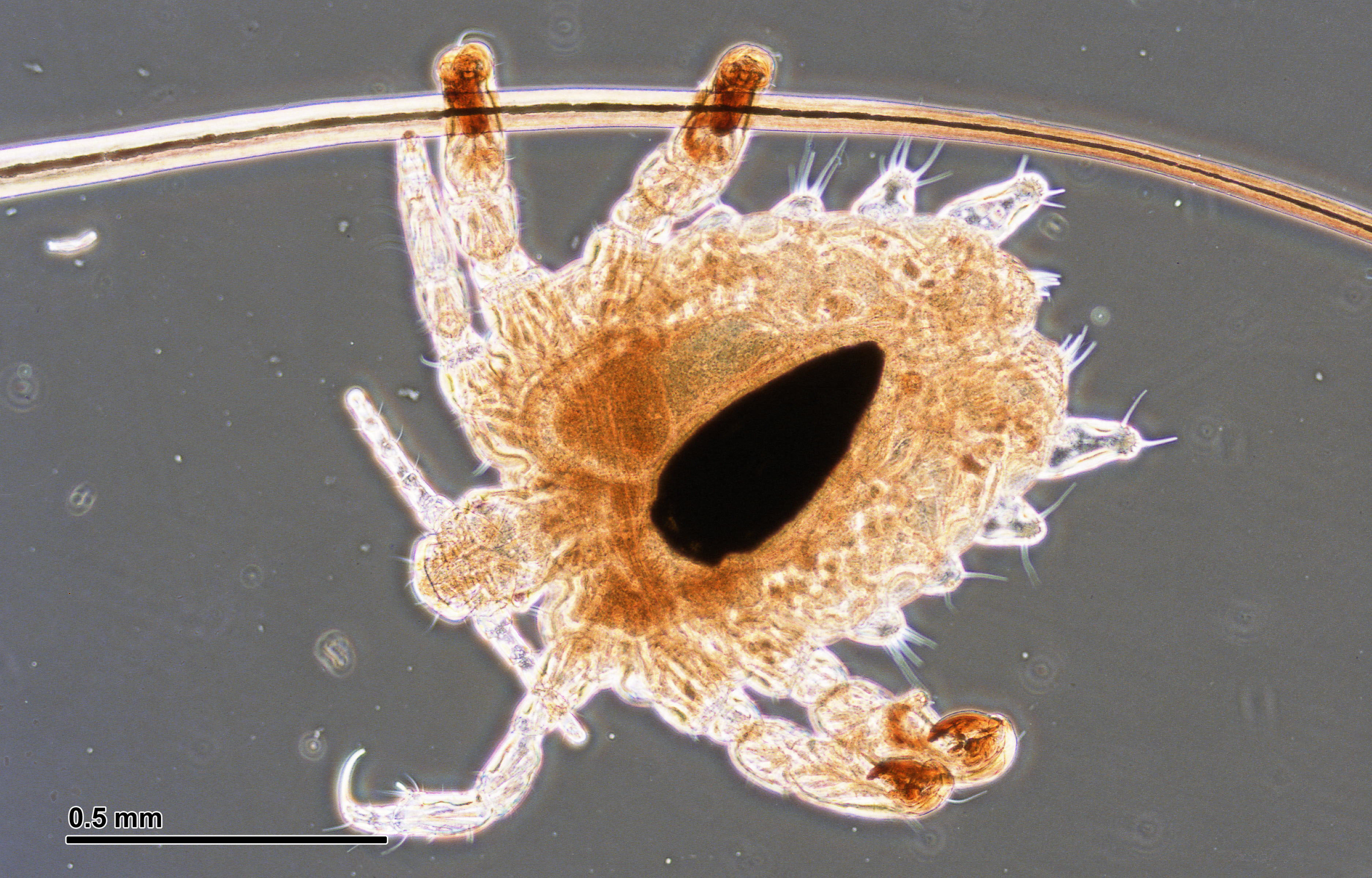
シラミ

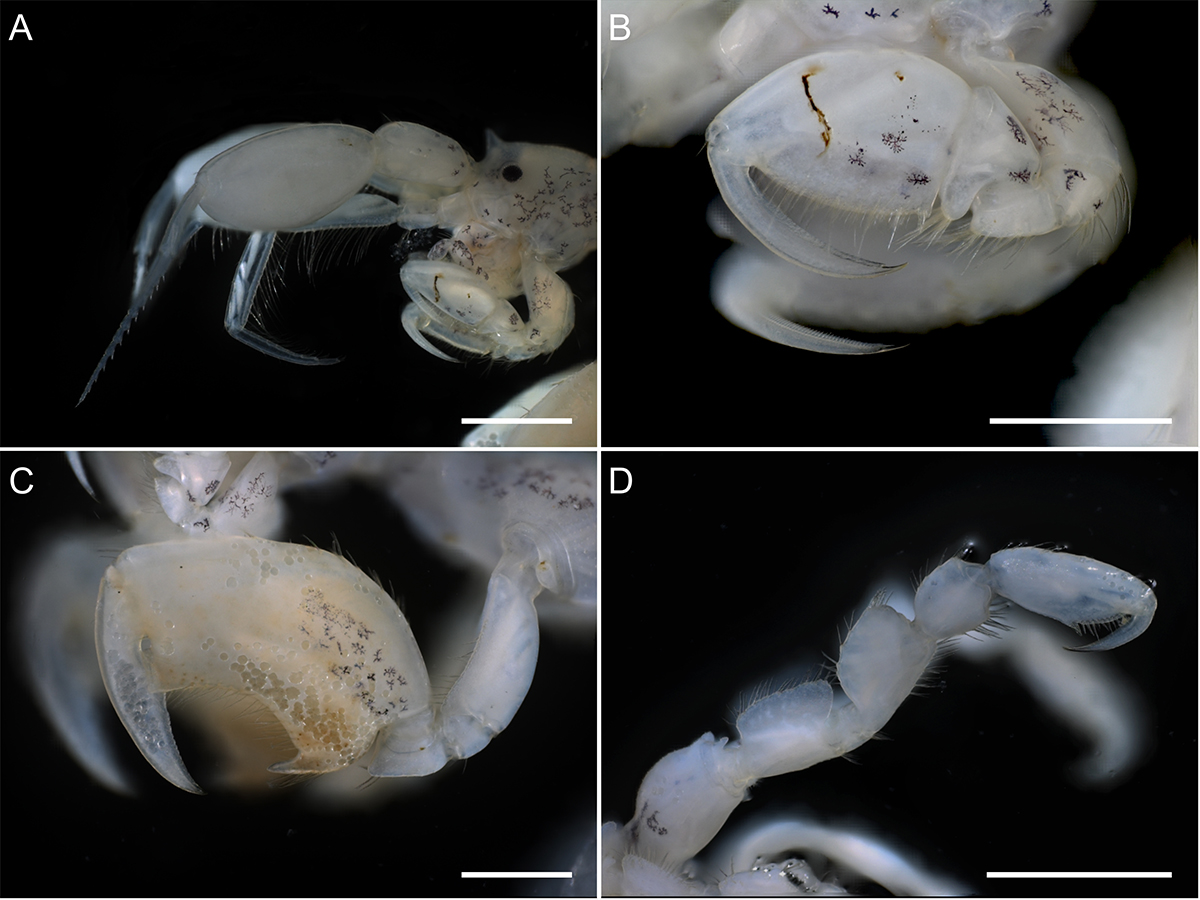
ワレカラの亜鋏状の咬脚（B-C）

一部の節足動物の付属肢は、末端の肢節が爪状に特化したものの、一個前の肢節がそれと向かい合う突起はなく、もしくは突起が鋏になれないほど短いものがある。この場合、先端の肢節は一個前の肢節の突起ではなく、一個前の肢節の片側の縁で先端の肢節の内側とかみ合い、全体が鎌に似た構造となる。外見的には歩脚状と鋏状の中間形態に当たるようで、この構造は亜鋏状（亜ハサミ状、subchelate）と呼ばれる。甲殻類の中では、端脚類（ワレカラやヨコエビなど）の咬脚・シャコ類（口脚類）の捕脚などにそのようなものが見られる。
昆虫などの六脚類は非常に種数が多く、その付属肢の構造にも多様なものが見られるが、不思議に単独で鋏となった付属肢をもつものはほとんど無く、前述の僅かな例しか見当たらない。鎌状/亜鋏状の前脚をもつものが散見される程度で、カマキリ、カマキリモドキ、カマバエ（カマキリバエ）、水生カメムシ類、Carcinocorini族以外のヒゲブトサシガメなどの例があり、いずれも獲物を捕らえ保持するための器官として発達している。哺乳類に寄生するシラミは、全ての脚の先端が宿主の毛を掴める亜鋏状となっている。一部のコバチは、頑丈で鎌のような後脚をもつ。また、前述のカマバチの中でも、一部の群では第5跗小節の突起が発達せず、亜鋏状に近い構造となる。
前述の鋏角類の中でも、鋏角は鋏型でないものもある。例えば四肺類（クモ、ウデムシ、サソリモドキ、ヤイトムシなど）の鋏角は亜鋏状で、折りたたみナイフのような牙となっている。

### 多数の肢節と突起からなる構造

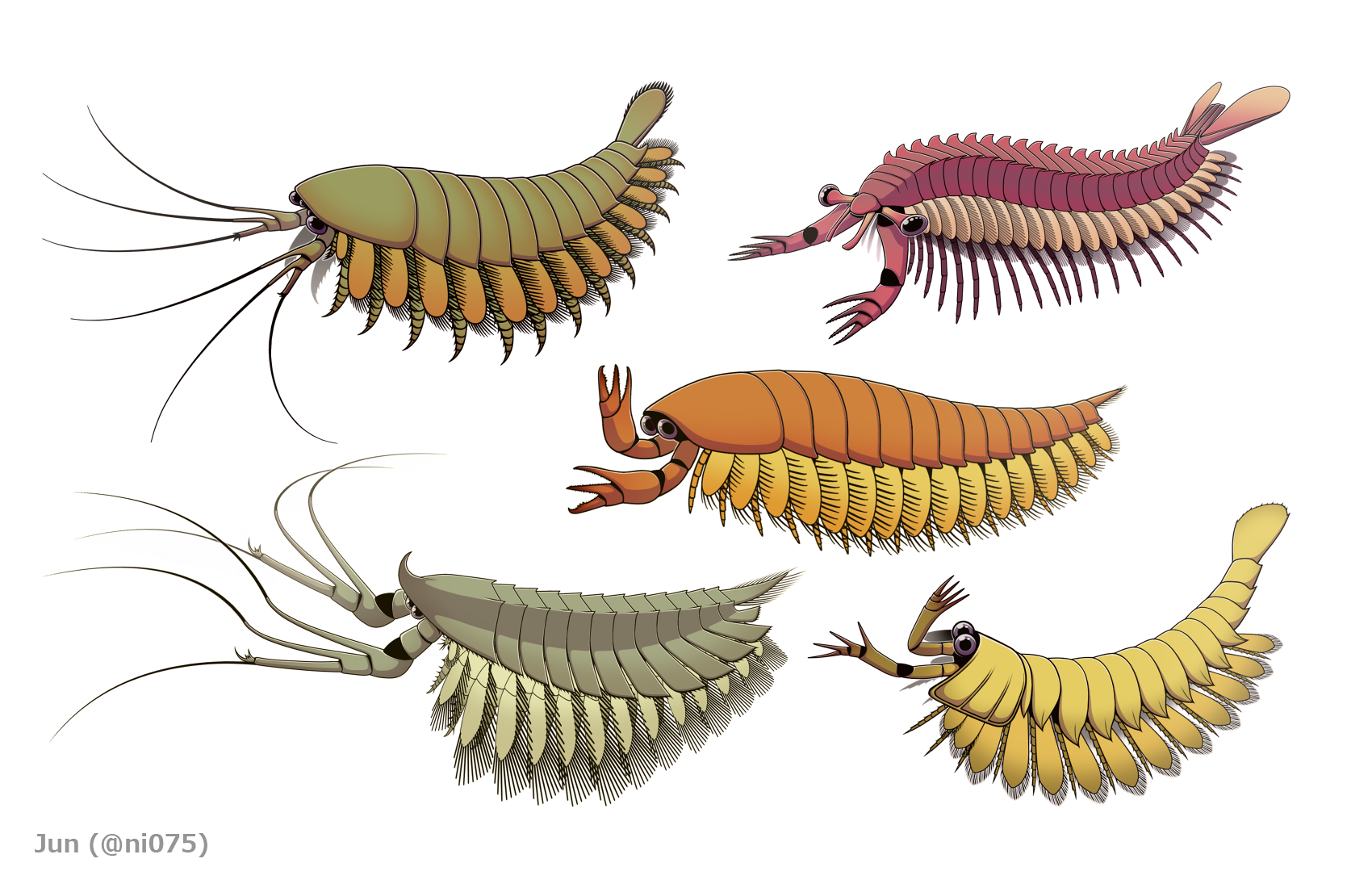
様々なメガケイラ類
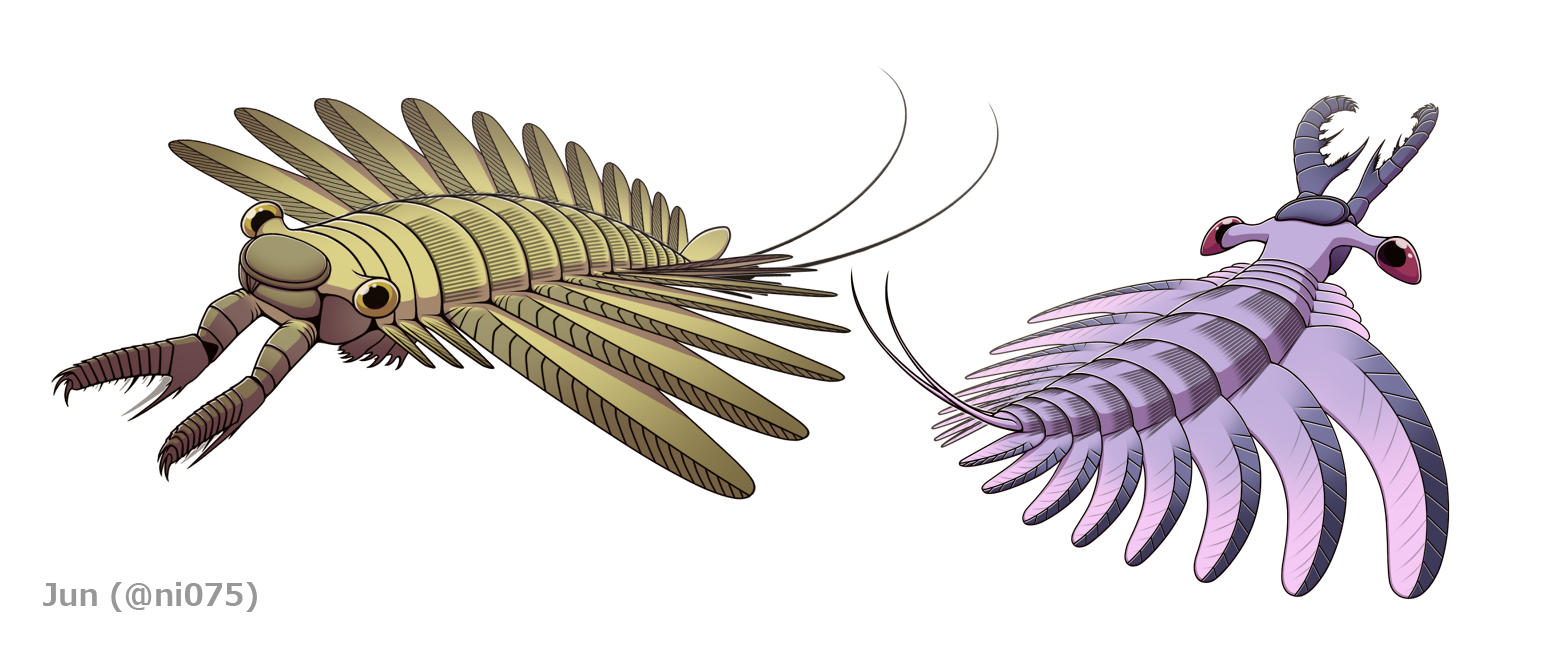
アンプレクトベルアとライララパクス

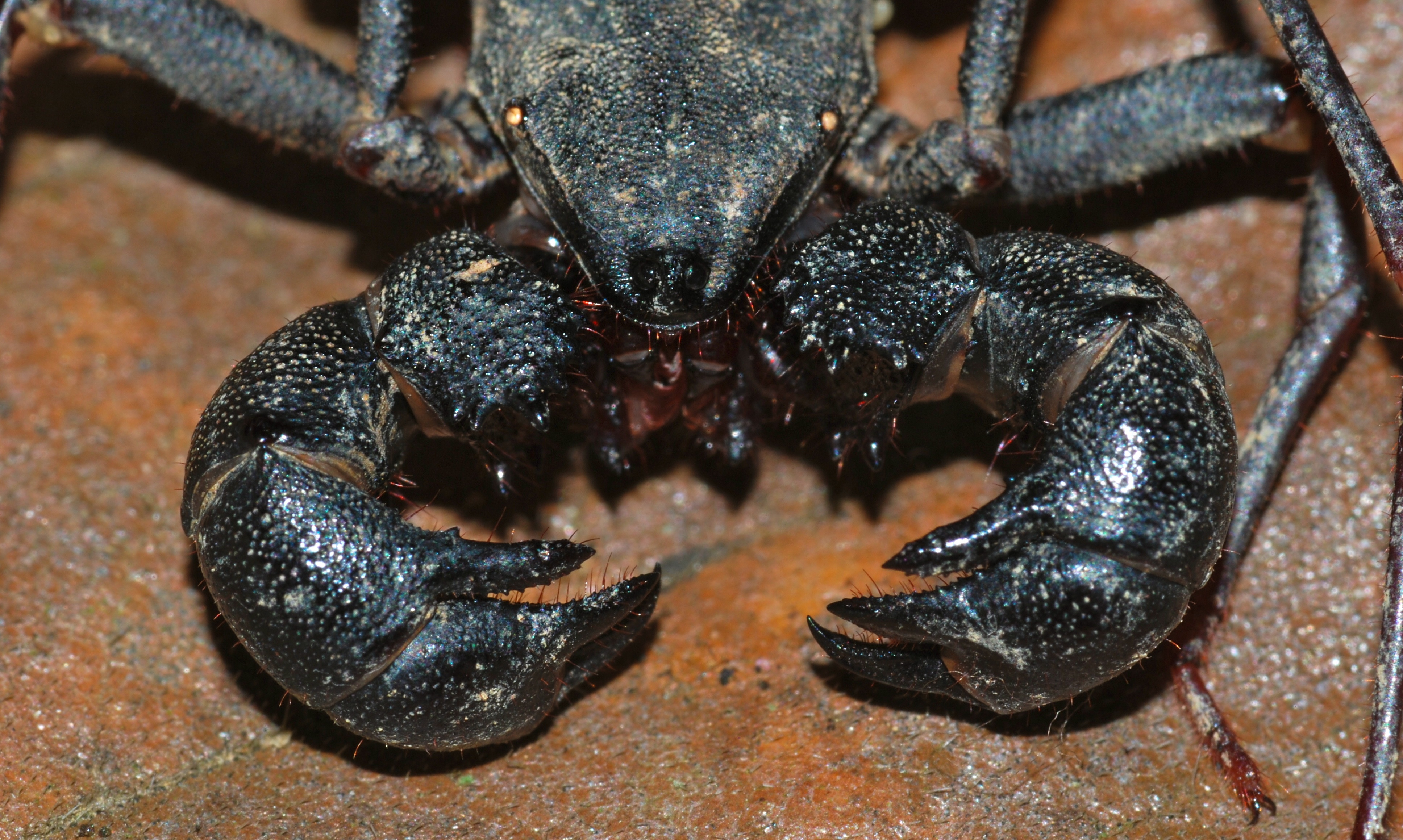
サソリモドキの触肢

末端肢節の直前2節以上の肢節がかみ合う突起を生えて、付属肢全体が合わせて3本以上の突起をもつ例がある。この様な「多重の鋏」（multichelate）は、ヨホイア、パラペイトイア、レアンコイリアなどのメガケイラ類という化石節足動物の大付属肢が代表的である。現生群では、鋏角類のサソリモドキの触肢にこのような構造が見られる。
基盤的な節足動物と考えられる古生物ラディオドンタ類は、先頭に1対の前部付属肢がある。これは摂食用の付属肢と考えられ、往々にして10節前後ほど多くの肢節に分かれている。その中でアンプレクトベルアとライララパクスは、基部付近の肢節腹側から大きな内突起を伸ばし、直後全ての肢節の湾曲方向とかみ合わせ、全体が鋏の様になっている。

### 付属肢単体に由来でない構造

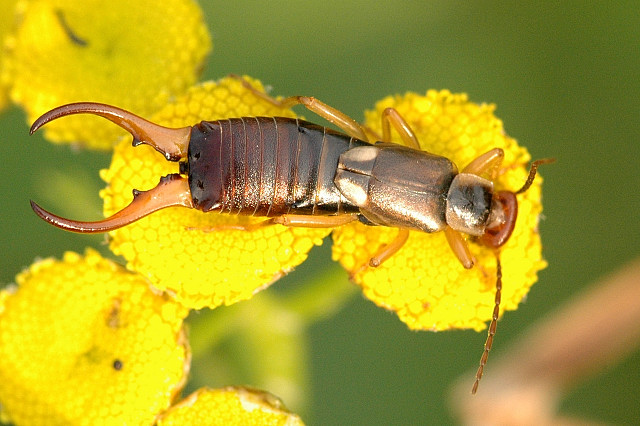
ヨーロッパクギヌキハサミムシ
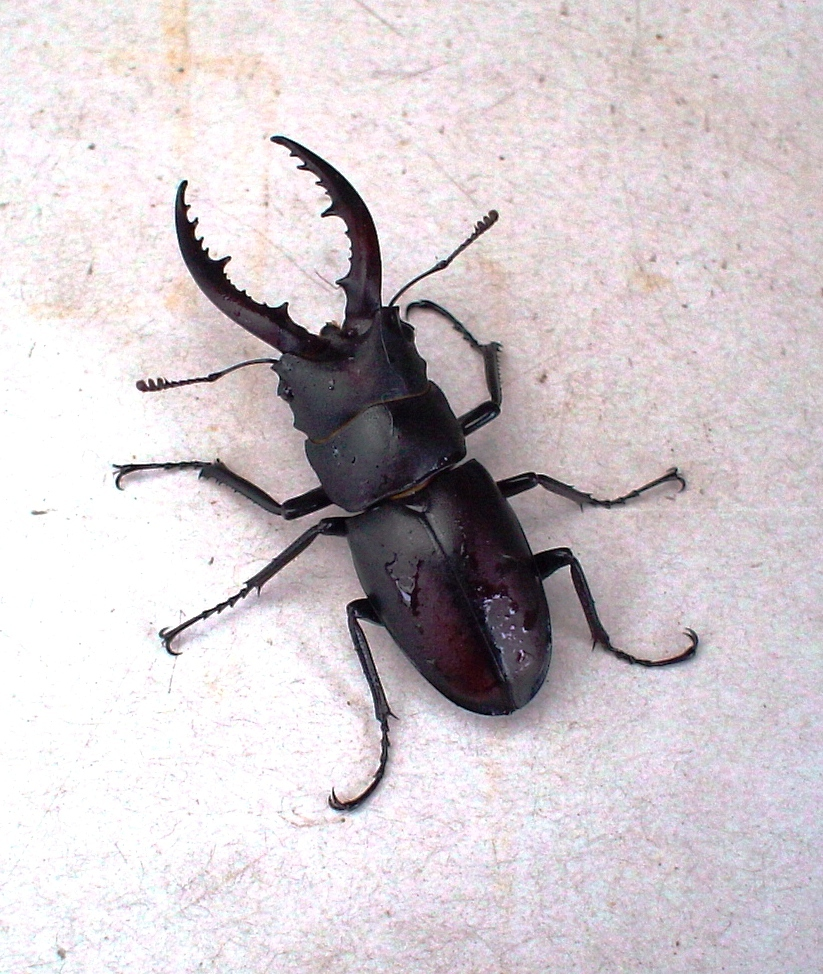
ノコギリクワガタ
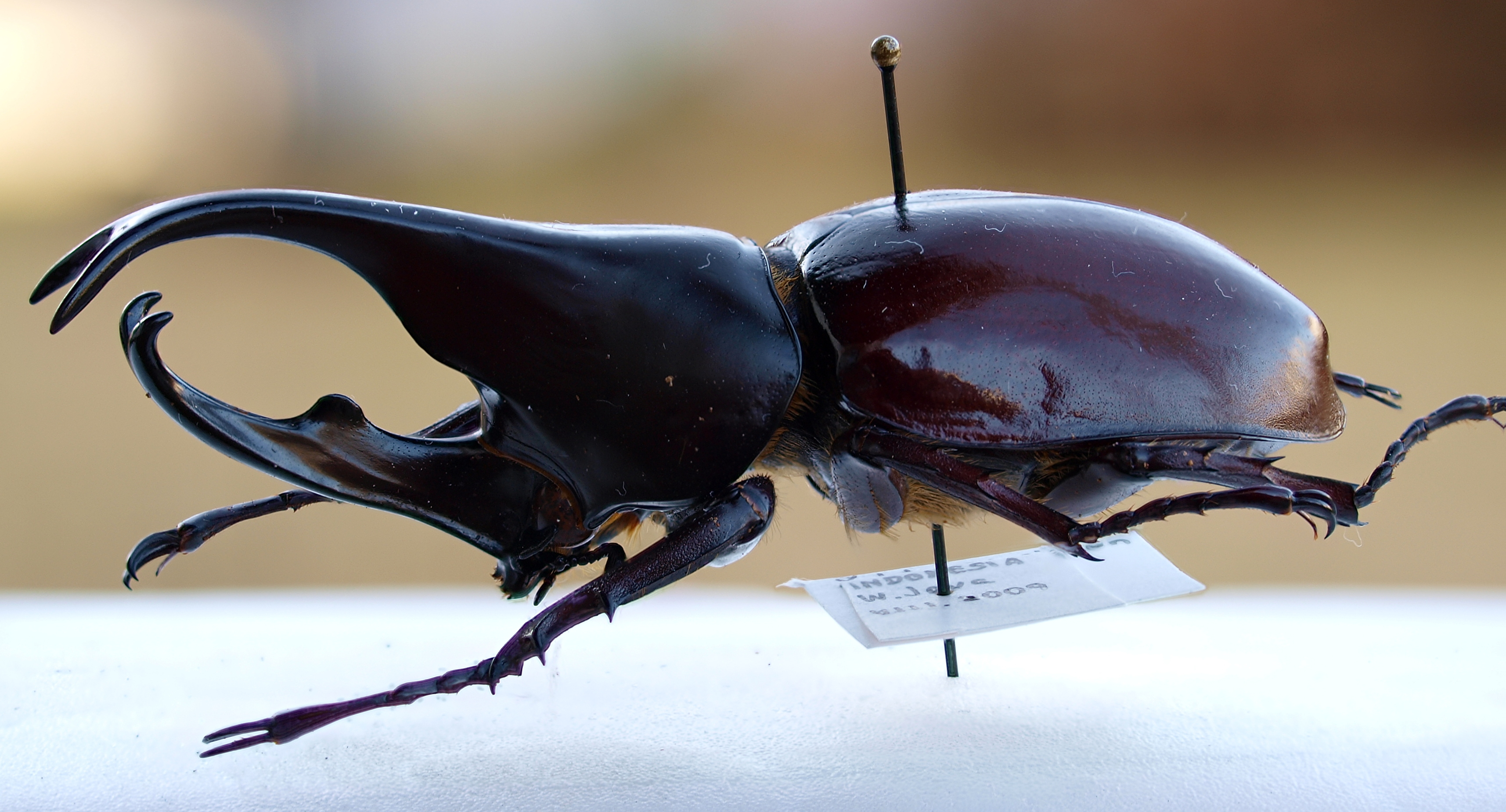
ヒメカブト

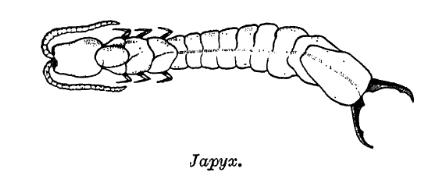
ハサミコムシ

単独の付属肢からなるものではないが、鋏のように働く構造もある。クワガタムシなどの大顎や、ハサミムシとハサミコムシのそれぞれの尾角のように、左右1対の付属肢がそれぞれ鋏の片割れとなり、合わせて鋏のように機能するものがある。また、付属肢由来ですらない構造が鋏のような構造をした例もあり、例えば一部のカブトムシ類の頭部と前胸背板は、鋏のように上下でかみ合わせた頭角と胸角をもつ。